# 妙慶寺 (由利本荘市)

寺紋：六連銭紋

妙慶寺（みょうけいじ）は、秋田県由利本荘市にある日蓮宗の寺院。山号は顕性山。潮師法縁に属する。　旧本寺は総本山身延山久遠寺、旧寺格は紫金襴寺跡。真田信繁の娘であるお田の方（顕性院）及び秋田真田家所縁の寺院として「六連銭紋」を寺紋に定めている。

## 歴史
出羽亀田藩2代・岩城宣隆の継室であるお田の方（顕性院）の発願により1629年（寛永6年）10月13日に建立された。当時は岩城宣隆が当主であったが、『寛政重修諸家譜』で「陣代」と示されているように正式な藩主ではなく名代として認識されていた為、当時満1歳の岩城重隆が名目上の開基となっている。当初は「久遠山妙慶寺」と称したが、1635年（寛永12年）6月11日にお田の方が逝去し「顕性院殿妙光日信大姉」と諡されると「顕性山妙慶寺」に改めた。このような来歴から藩内屈指の大寺として隆盛を誇ったが、明治維新に伴う神仏分離令等の施策により寺禄が没収され塔頭も移転を余儀なくされた。その後、18世・竜牙院日晋（東海林海陽）が1907年（明治40年）に本堂及び鬼子母神堂・鐘楼堂・山門を再建。続いて19世・泰量院日詮（石澤泰量）が1955年（昭和30年）に宝物殿、1965年（昭和40年）に庫裡・客殿を建立、更に20世・是真院日泰（石澤泰潤）が1997年（平成9年）10月に顕性院霊廟を全面改修するなど、往時の隆盛を取り戻すかのように伽藍が整備され今日に至る。

## 伽藍・境内
本堂・鬼子母神堂・鐘楼堂・山門
1907年（明治40年）に18世・日晋により再建。
宝物殿
1955年（昭和30年）に19世・日詮により建立。お田の方が持参した甲冑などが多数収められている。
庫裡・客殿
1965年（昭和40年）に19世・日詮により建立。
顕性院霊廟
1997年（平成9年）10月に20世・日泰により建立。当時の岩城家当主・岩城隆宜及び秋田真田家当主・眞田幸弘の賛同を得て建立された。

## 歴代住持
| 歴代 | 法号 （俗姓・道号）     | 命日（享年［数え年］）           | 経歴 |
| ---- | ----------------------- | -------------------------------- | --- |
| 開山 | 円乗院日砌              | 寛永16年（1639年）9月21日        | 蓮久山妙勝寺（新潟県五泉市橋田） 歴世 |
| 2世  | 円応院日盛              | 寛文12年（1662年）12月28日       | |
| 3世  | 蓮成院日正              | 貞享元年（1684年）10月18日       | 久遠山蓮成院（秋田県にかほ市象潟町） 開山                                                                                                |
| 4世  | 寂光院日竜              | 元禄4年（1691年）8月7日          | |
| 5世  | 空性院日在              | 宝永元年（1704年）12月7日        | |
| 6世  | 円光院日秀              | 宝暦6年（1756年）4月15日         | |
| 7世  | 本光院日祥              | 安永10年（1781年）4月22日        | |
| 8世  | 智晃院日淳              | 寛政12年（1800年）3月30日        | |
| 9世  | 智雄院日猛              | 文化2年（1805年）4月3日          | |
| 10世 | 智禅院日定 (淳旭)       | 文化10年（1813年）8月10日        | 本山・三昧堂檀林 靖定山久昌寺（茨城県常陸太田市新宿町） 53世能化 正福山慶音寺（静岡県田方郡函南町） 16世                                 |
| 11世 | 智行院日禅              | 嘉永6年（1853年）8月13日         | |
| 12世 | 成就院日身              | 明治3年（1870年）10月17日        | 長応山本善寺（秋田県仙北郡美郷町） 22世                                                                                                  |
| 13世 | 天性院日祈              | 嘉永6年（1853年）11月7日         | |
| 14世 | 天華院日瑞              | 明治13年（1880年）4月16日        | |
| 15世 | 瑞雲院日潤 (須田日潤)   | 大正6年（1917年）4月14日（78歳） | 久遠山蓮成院（秋田県にかほ市象潟町） 中興開山・1世 金銀山法華寺（秋田県北秋田市阿仁銀山） 18世 顕乗山久城寺（秋田県秋田市旭北寺町） 28世 |
| 16世 | 玄祥院日遼              | 明治18年（1885年）7月13日        | |
| 17世 | 祥雲院日慶              | 明治25年（1892年）8月10日        | |
| 18世 | 竜牙院日晋 (東海林海陽) | 大正14年（1925年）2月12日        | |
| 19世 | 泰量院日詮 (石澤泰量)   |                                  | |
| 20世 | 是真院日泰 (石澤泰潤)   | 平成19年（2007年）8月14日        | 妙蓮寺（秋田県由利本荘市石脇） 歴世 |

## 旧本末
日蓮宗は昭和16年に本末を解体したため、現在では、旧本山・旧末寺と呼びならわしている。
- 総本山 身延山久遠寺（山梨県南巨摩郡身延町）
  - 久遠寺 末：顕性山妙慶寺（秋田県由利本荘市岩城亀田最上町）
    - 妙慶寺 末：久遠山蓮成院（秋田県いかほ市象潟町）－ 塔頭